# Hertz (cràter)
Hertz és un cràter d'impacte que es troba a la cara oculta de la Lluna, just darrere de l'extremitat oriental. A causa de la libració pot ser observat ocasionalment des de la Terra sota condicions favorables de la il·luminació. Es troba a l'oest-sud-oest del cràter més gran Fleming, i al nord-nord-est de Moiseev, una mica més petit. Moiseev s'uneix a Hertz a través del cràter satèl·lit Moiseev Z, formant entre ells una cadena de cràters curta.

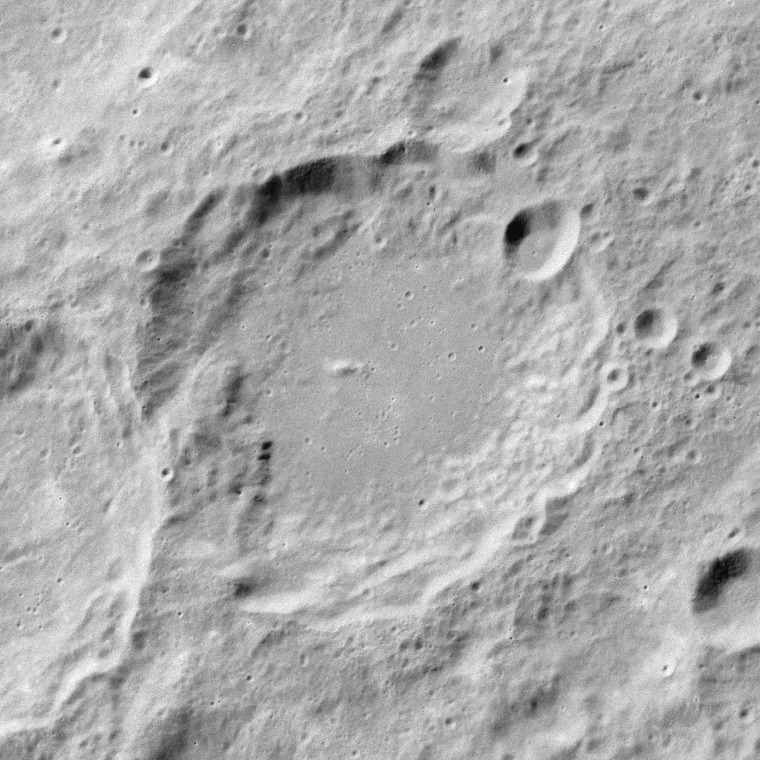
Vista obliqua de Hertz, a l'extrem de la lluna. El nord es troba a la part superior dreta
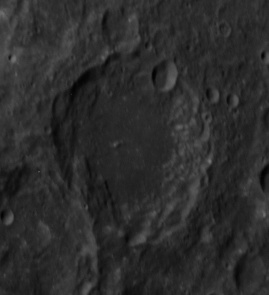
Fotografia de la missió Apollo 14

Es tracta d'una formació d'un cràter una mica desgastat, amb una àmplia paret interior. Un cràter en forma de pera s'ubica al costat de la paret interior en el seu costat nord. El sòl interior no té relativament de trets significatius, amb només una petita cresta central desplaçada a sud-oest del punt mig.
Abans de ser nomenat en 1961 per la UAI, aquesta formació era coneguda com «Cràter 200».